# Reqa
Reqa (arabisch رقاع, DMG Riqāʿ) ist eine der sechs Schriften der perso-arabischen Kalligrafie. Sie wurde oft für private Korrespondenz auf kleinen Papieren oder für nicht-religiöse Bücher und Texte verwendet. Ebn-e-Nadim erwähnte in seinem Buch Al-fehrest, dass der Erfinder der Reqa-Schrift Fadl ibn Sahl war. Die Schrift war eine der beliebtesten Schriften bei den Osmanen. Reqa wurde allmählich von anderen Kalligrafen einfacher und in eine neue Schrift namens Roqa, die heutzutage eine der üblichsten Schriften in den arabischen Ländern ist, umgewandelt.
Reqa entwickelte sich später zu einer vereinfachten Form, die Ruqʿa heißt.